# Missie Warmoesstraat
Missie Warmoesstraat is een Nederlandse politieserie die werd uitgezonden door de EO. In tegenstelling tot andere politieseries zat er in Missie Warmoesstraat weinig actie. Het gaat in de serie meer om het laten zien van de menselijke kant van het politiewerk. Van de serie, die in 2004 startte, zijn twee seizoenen uitgezonden.

## Rolverdeling
| Acteur/actrice        | Personage              | Seizoen |
| --------------------- | ---------------------- | ------- |
| Alexander van Heteren | Cas Wulffers           | 1 & 2   |
| Micha Hulshof         | Jorus de Kuyper        | 1 & 2   |
| Mark van der Laan     | Peter Hermans          | 1 & 2   |
| Sabri Saad El Hamus   | Sa'id Shoukry          | 1       |
| Marline Williams      | Simone Elstak          | 1       |
| Froukje de Both       | Suzanne (Suus) Kaufman | 2       |
| Dorijn Curvers        | Karin Joosten          | 2       |
| Carlo Scheldwacht     | Chef Pengel            | 2       |

## Boeken
Naar aanleiding van de politieserie zijn er ook enkele boeken verschenen, geschreven door het schrijversduo Dick van den Heuvel en Simon de Waal.
- Wulffers 1 - De zaak van de vermoorde onschuld
- Wulffers 2 - De zaak van de bloedverwanten
- Wulffers 3 - De zaak van de dode hoek
- Wulffers 4 - De zaak van de doodshoofdvlinder

## Trivia
Froukje de Both was te zien als de dochter van Cas Wulffers (een rol van Alexander van Heteren), een voormalig legerpredikant die geestelijk verzorger is in het bureau aan de Warmoesstraat. Vader en dochter kwamen elkaar vaak tegen omdat Froukje in de serie niet alleen zijn dochter, maar ook een officier van justitie was. Froukje liep in Den Haag met een echte officier van justitie mee om goed voorbereid te zijn op haar rol.